# Vincent Latorre
 (novembre 2021).
Pour les articles homonymes, voir Latorre.
Vincent Latorre, né le 16 mars 1980 à Paris, est un comédien français.

## Biographie
Vincent Latorre fait sa première apparition télévisée en 1992 sur le plateau du Club Dorothée (où sa mère Martine Latorre est choriste), faisant semblant de jouer de la trompette aux côtés de la chanteuse Emmanuelle interprétant son titre Love and Kiss. Il réapparaîtra sur ce même titre en septembre 1992 dans le prime-time de TF1, Le Cadeau de la rentrée.
Sa carrière commence en juillet 1993 lorsque, après une audition et sans avoir jamais pris de cours de comédie, il est choisi pour participer à la nouvelle série d'AB productions : Les Filles d'à côté, sur TF1. Il y joue le rôle de Vincent, 13 ans (au début de la série), fils malicieux et surprotégé de Claire, une mère étouffante, possessive et quelquefois psychorigide interprétée par Christiane Jean. La série (170 épisodes), un brin déjantée, est un succès jusqu'en 1995, époque où les acteurs et les personnages sont progressivement remplacés les uns après les autres. La série est alors rebaptisée Les Nouvelles Filles d'à côté (156 épisodes). Ainsi, pendant plus de deux ans, Vincent Latorre joue notamment aux côtés de Karen Cheryl, Adeline Blondieau, Cécile Auclert, Sophie Mounicot, Christiane Jean, sans oublier Thierry Redler dans son personnage d'amoureux hystérique, et Gérard Vivès dans un rôle de composition mémorable…
La série durera jusqu'en 1996, mais Vincent Latorre la quitte en juillet 1995 pour partir un an aux États-Unis étudier la comédie à l'Immaculata High School de Leavenworth (Kansas), tout en étant garçon au pair. Dans Les Nouvelles Filles d'à côté, le personnage qu'il incarnait part lui aussi aux États-Unis pour poursuivre ses études, même si le jeune acteur reste encore au générique presque jusqu'à la fin de la série.
Dans une interview qu'il a accordé au magazine Entrevue en 2007, Vincent Latorre est revenu sur cette période de sa vie. Il avoue qu'il ne mentionne pas Les Filles d'à côté sur son CV, estimant par ailleurs que la série a mal vieilli.
De retour en France en 1996, Vincent Latorre est boudé par la profession. Il avait pensé pouvoir reprendre son rôle dans Les Nouvelles Filles d'à côté, mais la série s'est arrêtée entre-temps. Il s'inscrit alors au Cours Florent et suit également les cours d'art dramatique Eva Saint-Paul à Paris de 1997 à 1999. C'est là qu'il commence à jouer dans des courts métrages : Anagramme en avril 1998 et Histoire d'amour en février 1999, court métrage qui remporte huit prix.
En 1999-2000, il suit des cours d'art dramatique chez Dominique Viriot, à Paris.
En juillet 2000, Vincent Latorre débute au théâtre dans Les trois mousquetaires, théâtre de rue au Festival d'Avignon (il y joue le rôle d'Aramis). Puis il joue dans Le Conte d'hiver, de William Shakespeare.
En 2001, Vincent Latorre fait son retour à la télévision : il apparaît dans quelques épisodes de la série Le groupe, sur France 2. Il y incarne successivement les personnages de Guillaume puis de Vincent. Il joue notamment aux côtés de Jérémy Michalak, Sandra Lou, Franck Geney, Géraldine Lapalus et Barbara Cabrita, tous débutants à l'époque.
La même année, il tourne dans un court métrage : Pourquoi mentir ?. En août 2003, il joue dans un autre court métrage : La cinquième lune. En 2004, il tourne dans un long métrage : Chuang. Il tourne aussi dans deux autres longs métrages : The Woman Trap (réalisé par Enki Bilal[réf. nécessaire]). La même année, il remonte sur les planches pour jouer dans Lorenzaccio, d'Alfred de Musset.
Parallèlement, Vincent Latorre effectue des stages successifs à l'Actors Studio chez Jack Waltzer à Paris, de 2001 à 2004.
En 2005, il tourne le court métrage Jours de brouillard.
Il revient ensuite une nouvelle fois au théâtre dans Conversations avec mon chat. À la fin de la même année, il enchaîne avec la pièce Les amis ne sont plus ce qu'ils étaient, au théâtre Michel Galabru.
D'avril à novembre 2006, il participe au doublage du dessin animé Ōban, Star-Racers, diffusé pendant l'été 2006 sur France 3 (il double la voix de Koji).
En 2007, Vincent Latorre remonte sur les planches dans Votre prochain mensonge sera le dernier, adaptation de la pièce et du film The 24th Day, de Tony Piccirilo. Sur la scène du théâtre Pixel et du théâtre La Loge, aux côtés du comédien Romain Poli, il joue le rôle d'un hétéro séropositif tourmenté qui croit avoir contracté le Sida lors d'une relation homosexuelle passagère. La pièce est jouée dans le cadre du premier Festival de Théâtre Gay et Lesbien de Paris et y reçoit du jury le Prix du Meilleur Spectacle et le Prix du Meilleur Texte. Vincent Latorre, endossant un rôle de composition, reçoit le prix du meilleur comédien : le Prix d'interprétation du festival.
La même année (avril-novembre 2007), il refait une apparition à la télévision dans un épisode de la série SOS 18, sur France 3.
De janvier à mai 2008, il retrouve Romain Poli dans la pièce Entre vos murs[source insuffisante], où il interprète un communiste déporté.
En novembre-décembre 2008, il participe au spectacle Oui-Oui tour 2008.
De février 2009 à février 2010, Vincent Latorre renoue avec le thème de l'homosexualité dans la pièce Parfums d'intimité de Michel Tremblay, au Théâtre des Variétés puis au théâtre des Feux de la Rampe. Il y incarne Luc (précédemment interprété par Laurent Artufel), un jeune comédien gay qui triomphe enfin dans une sitcom.
D'octobre 2009 à décembre 2010, il joue le rôle de Finaud dans le spectacle Oui-Oui et le cadeau surprise, au Casino de Paris et en tournée en France.
En 2012, Vincent Latorre tourne dans Saloon, une série humoristique (jamais diffusée), sorte de western décalée « où les indiens viennent du 93 ». On le voit également dans un court métrage d'Antoine Lhonoré-Piquet intitulé Love Collection.
En 2012, il joue aussi dans un épisode de la série de réalité scénarisée Au nom de la vérité, sur TF1.
En novembre-décembre 2013, il remonte sur les planches, au Théâtre de Nesle à Paris, où il joue dans la pièce The Tempest, de William Shakespeare. La pièce est jouée en anglais et est surtitrée en français[source insuffisante].
En 2014, il tourne dans Silence, un court métrage de Valentin Marro. La même année, il tourne dans le pilote d'une série (jamais diffusée), ReliX, de Vincent Brongniart et Thomas Coquemer.
De décembre 2014 à février 2015, il joue à nouveau en anglais surtitré dans la pièce King Lear (Le Roi Lear), de William Shakespeare, au Théâtre de Nesle.
En 2015, Vincent Latorre s'installe à Londres. C'est l'occasion pour lui de marquer un tournant dans sa carrière et de s'essayer à la comédie en anglais. Ainsi, il joue dans un double épisode de la saison 20 de la série télévisée britannique Affaires non classées, qui sera diffusé début 2017. Mais surtout, en 2016, il décroche un petit rôle dans le film américain Alliés, de Robert Zemeckis,.
On[Qui ?] le verra ensuite dans L'Appartement, court métrage de Fábio Aragão, qui sortira en février 2020.

## Filmographie

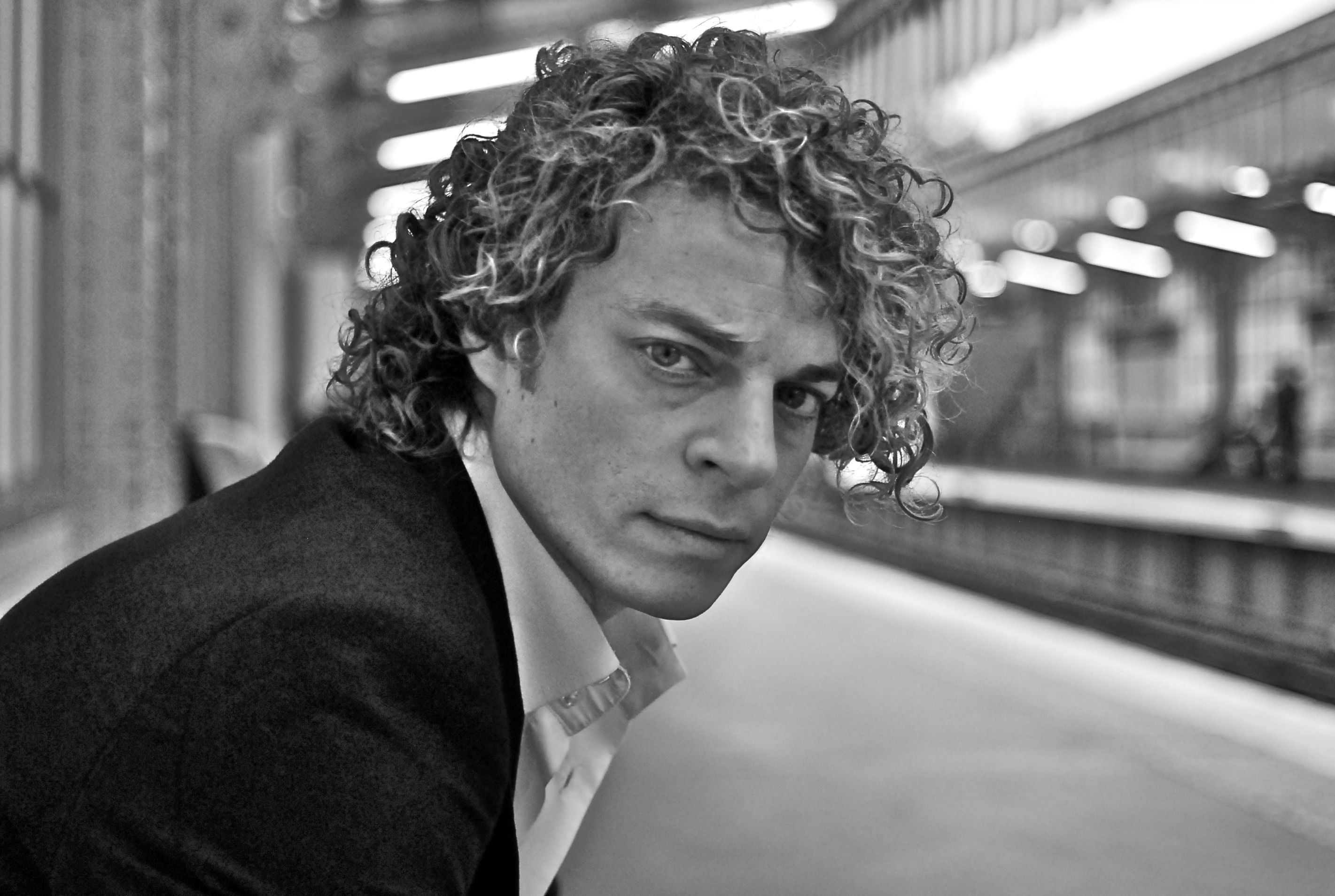
Vincent Latorre en novembre 2011.

### Télévision
- 1993-1995 : Les Filles d'à côté : Vincent[1]
- 1995 : Les Nouvelles Filles d'à côté : Vincent[1]
- 2001 : Le groupe : un étudiant (épisode 36 : Photo star), puis Guillaume (épisode 39 : Voyance), puis Vincent (épisodes 42-43 : Souvenirs venir, Différent)
- 2007 : SOS 18, de Nicolas Picard-Dreyfuss : Thierry (épisode 28 (épisode 1 de la saison 5) : Le temps qui reste)
- 2012 : Saloon, d'Adrien Comelli
- 2012 : Au nom de la vérité, d'Olivier Dorain : Jimmy (saison 2, épisode 18 : Un odieux trafic)
- 2014 : ReliX, de Vincent Brongniart et Thomas Coquemer
- 2017 : Affaires non classées (série télévisée britannique, épisodes 165-166 (épisodes 1-2 de la saison 20) : conducteur du van blanc
- 2022-2022 : Les Mystères de l'amour : Vincent

### Cinéma
- 1996 : Ao Vivo e a Cores, court métrage de Tadeu Knudsen[13][réf. nécessaire]
- 1998 : Anagramme, court métrage de Damien Maric : Frédéric
- 1999 : Histoire d'amour, court métrage de Damien Maric & Vincent Marceau : Pierre
- 2001 : Pourquoi mentir ?, court métrage de Guillaume Leuillet & David Chour : Tristan
- 2003 : La cinquième lune, court métrage de Fabrice Gange : Siodma
- 2004 : Chuang, long métrage de Ma Shumin : Tucker
- 2005 : Jours de brouillard, court métrage de Mathieu Thomasset : Olivier
- 2012 : Love Collection, court métrage d'Antoine Lhonoré-Piquet : le jeune homme[8]
- 2014 : Silence, court métrage de Valentin Marro : Vincent
- 2016 : Alliés, long métrage américain de Robert Zemeckis : Vincent[10],[11]
- 2017 : L'Appartement, court métrage de Fábio Aragão[12]
- 2018 : Mission impossible : Fallout (Mission: Impossible - Fallout), de Christopher McQuarrie : Un des jeunes dans les toilettes du Grand Palais à Paris,
- 2019 : Le Roi (The King) de David Michôd : Jean d'Estouteville

## Doublage

### Cinéma
Sauf indication contraire ou complémentaire, les informations mentionnées dans cette section proviennent du générique de fin de l'œuvre audiovisuelle présentée ici.

#### Films
- 2019 : Avengement : ? (?)
- 2021 : Le capitaine Volkonogov s'est échappé : ? (?)
- 2022 : Feed : ? (?)
- 2022 : Firefall : ? (?)
- 2022 : Tell It Like a Woman : ? (?)
- 2023 : The Rage : ? (?)
- 2023 : Deep Fear : ? (?)
- 2023 : Golda : ? (?)
- 2023 : Darkland Undercover : ? (?)
- 2023 : All the Names of God (es) : ? (?)
- 2024 : Hatch : Protection rapprochée : ? (?)
- 2024 : 6 Heures pour tuer : ? (?)
- 2024 : Alienoid : L'Affrontement : ? (?)
- 2024 : Riff Raff : ? (?)

### Télévision

#### Séries télévisées
- 2023 : Los mil días de Allende (es) : ? (?)
- 2023 : Harry Wild (en) : ? (?) (saison 2)

#### Séries d'animation
- 2006 : Ōban, Star-Racers : Koji[5]
- 2024 : Sand Land : un des soldats
- 2024 : Magilumiere Co. Ltd. : Kei Koga
- 2025 : From Old Country Bumpkin to Master Swordsman (en) : Randrid

## Théâtre
- 2000 : Les trois mousquetaires, théâtre de rue, Festival d'Avignon, mise en scène par Marie-Christine Combe : Aramis
- 200?[précision nécessaire] : Le Conte d'hiver, de William Shakespeare, mise en scène par Clodine Roi
- 2004 : Lorenzaccio, d'Alfred de Musset, mise en scène par Anne-Cécile Moser : Tebaldeo
- 2005 : Conversations avec mon chat, mise en scène par Jacqueline Kleefield : Alex
- 2005 : Les amis ne sont plus ce qu'ils étaient, mise en scène par Emmanuel Guillon : JP
- 2007 : Votre prochain mensonge sera le dernier (adaptation de la pièce et du film The 24th Day de Tony Piccirilo), mise en scène par Steven Riviera : Thomas
- 2008 : Entre vos murs, de Samuel Ganes, mise en scène par Samuel Ganes : Pierre Thorez[6]
- 2008 : Oui-Oui tour 2008
- 2009-2010 : Parfums d'intimité, de Michel Tremblay, mise en scène par Christian Bordeleau : Luc[7]
- 2009-2010 : Oui-Oui et le cadeau surprise : Finaud
- 2013 : The Tempest, de William Shakespeare, mise en scène par Rona Waddington : Ferdinand
- 2014-2015 : King Lear, de William Shakespeare, mise en scène par Rona Waddington : le prince de France / Oswald / Edgar

## Distinctions
- 2007 : Prix d'interprétation au Premier Festival de Théâtre Gay et Lesbien de Paris[2].